# احمد پورکاشیان
احمد پورکاشیان (زاده ۱۳۳۱ در تهران – درگذشته ۱۴ آذر ۱۴۰۱) بازیکن سابق و مربی والیبال اهل ایران بود. وی سابقه دو دوره قهرمانی جام پاسارگاد را به عنوان بازیکن به همراه تاج تهران در کارنامه خود دارد.
پورکاشیان همچنین دو دوره با هدایت باشگاه فجر سپاه تهران این تیم را به قهرمانی لیگ برتر والیبال ایران رسانیده‌است. پورکاشیان در سال ۲۰۰۴ تا ۲۰۰۶ به عنوان سرمربی تیم ملی والیبال نوجوانان ایران انتخاب شده بود که توانست این تیم را به قهرمانی نوجوانان آسیا برساند. وی پدر آتوسا پورکاشیان شطرنج‌باز ایرانی است که درجهٔ استادبزرگ زنان را در اختیار خود دارد.